# Škoda Muzeum

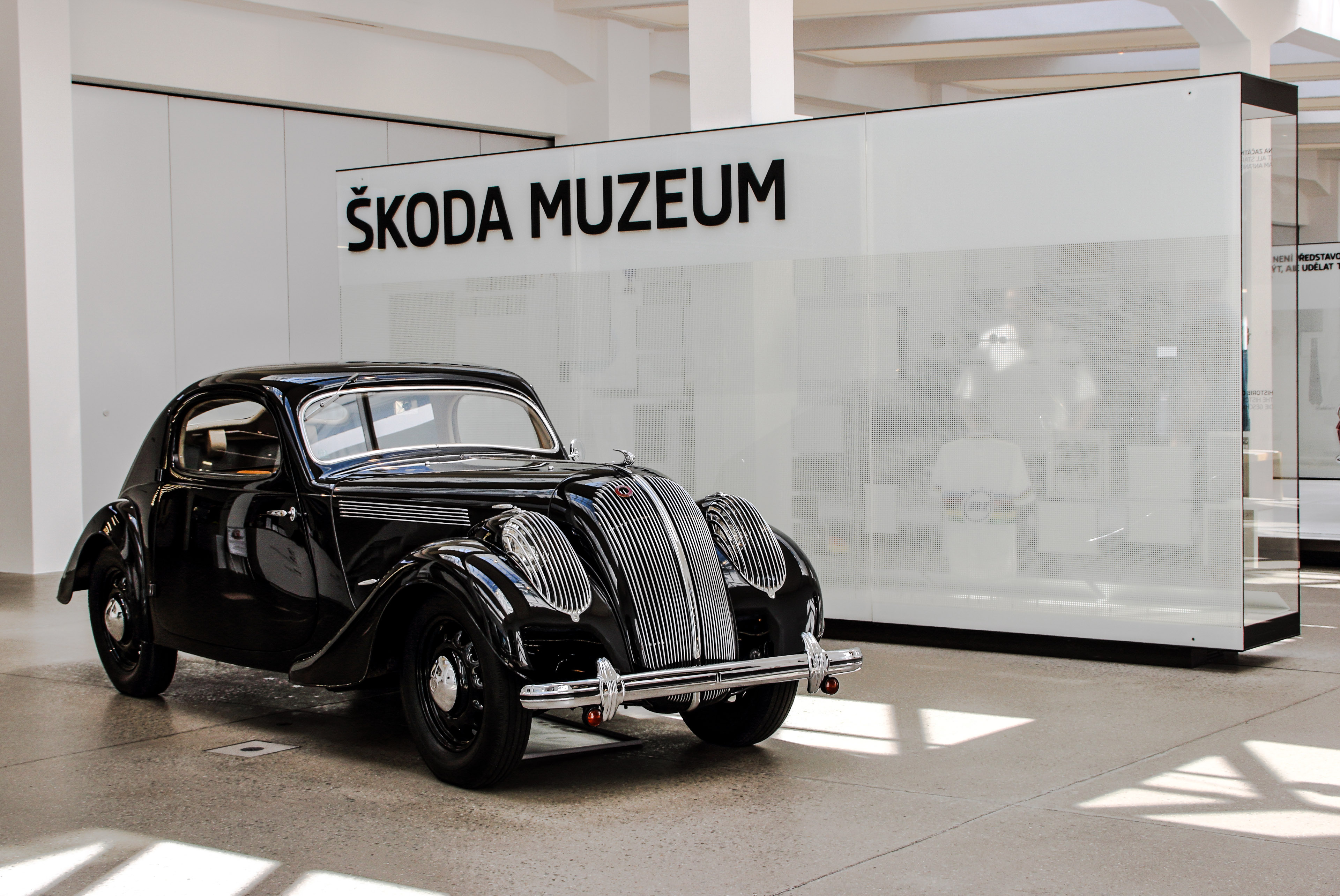
Škoda Popular Sport „Monte Carlo“

Das Škoda Muzeum ist ein Fahrzeugmuseum in der tschechischen Stadt Mladá Boleslav direkt neben dem Werk von Škoda Auto. Im Museum sind Fahrzeuge des Herstellers ausgestellt.

## Geschichte
Das Unternehmen Laurin & Klement wurde am 18. Dezember 1895 an dieser Stelle gegründet, ursprünglich als Fahrradproduzent. Damals war Laurin & Klement der größte Fahrradhersteller des Landes. Noch im Jahr der Gründung begann man mit der Produktion von Motorrädern, ab 1905 wurden auch Autos hergestellt. 1925 wurde Laurin & Klement an den Schwerindustriekonzern Škoda mit Sitz in Plzeň verkauft. Der Automobilzweig wurde nach dem Zweiten Weltkrieg als Staatsunternehmen ausgegliedert. Dieses Unternehmen wurde 1990 privatisiert und gehört seither als Škoda Auto zum Volkswagen-Konzern.
Das Museum war bis 2012 in mehreren ehemaligen Werkhallen verteilt untergebracht, es dominierten Fahrzeuge aus der Zeit nach 1945. Aufgrund von Platzmangel wurden Ausstellungsstücke immer wieder mit Modellen aus dem Depot ausgetauscht. Die Frühgeschichte der Firma Laurin & Klement nahm im Eingangsbereich eine große Fläche ein. Als Vorgängerfirma von Škoda war sie im böhmischen Raum der wichtigste Produzent von Fahrrädern und später Motorrädern. Die produzierten Fahrräder waren, wie auch später die Motorräder und Autos, weniger mit technischen Innovationen ausgestattet als eher Massenware für Normalverdiener. Die Fahrräder waren für den breiten Massenmarkt bestimmt, hatten keine Schaltungen und waren mit den damals üblichen Rücktrittnaben von Fichtel & Sachs ausgerüstet. Škoda hat nur wenige Luxusmodelle hergestellt wie den Hispano Suiza 25/100 oder Škoda VOS, welche auch im Museum ausgestellt waren und sind.

## Heutige Ausstellung
Das Gebäude gehört zu einem über hundert Jahre alten Fabrikkomplex, der in den Jahren 1898 bis 1912 entstand und in dem bis 1926 Autos produziert wurden. Noch in den 1970ern wurde das Gebäude industriell verwendet. Nach 9 Monaten Umbau wurde das Museum am 26. November 2012 wiedereröffnet. Das Museum erstreckt sich heute auf etwa 1800 m² Fläche in ehemaligen Fertigungshallen von Laurin & Klement und zeigt 45 Autos sowie zahlreiche Einzelexponate.
Der renovierte Altbau ist geprägt von weißen Wänden, Eichenparkett und einer klar gegliederten, zurückhaltenden Innenarchitektur. Die Ausstellung ist in die Themenbereichen „Tradition“, „Evolution“ und „Präzision“ gegliedert und um einen zentralen Veranstaltungssaal herum angeordnet. Die Sammlung umfasst rund 300 Fahrzeuge, für eine Restaurierung werden jeweils etwa 1800 bis 5000 Stunden benötigt.

## Exponate (Auswahl)

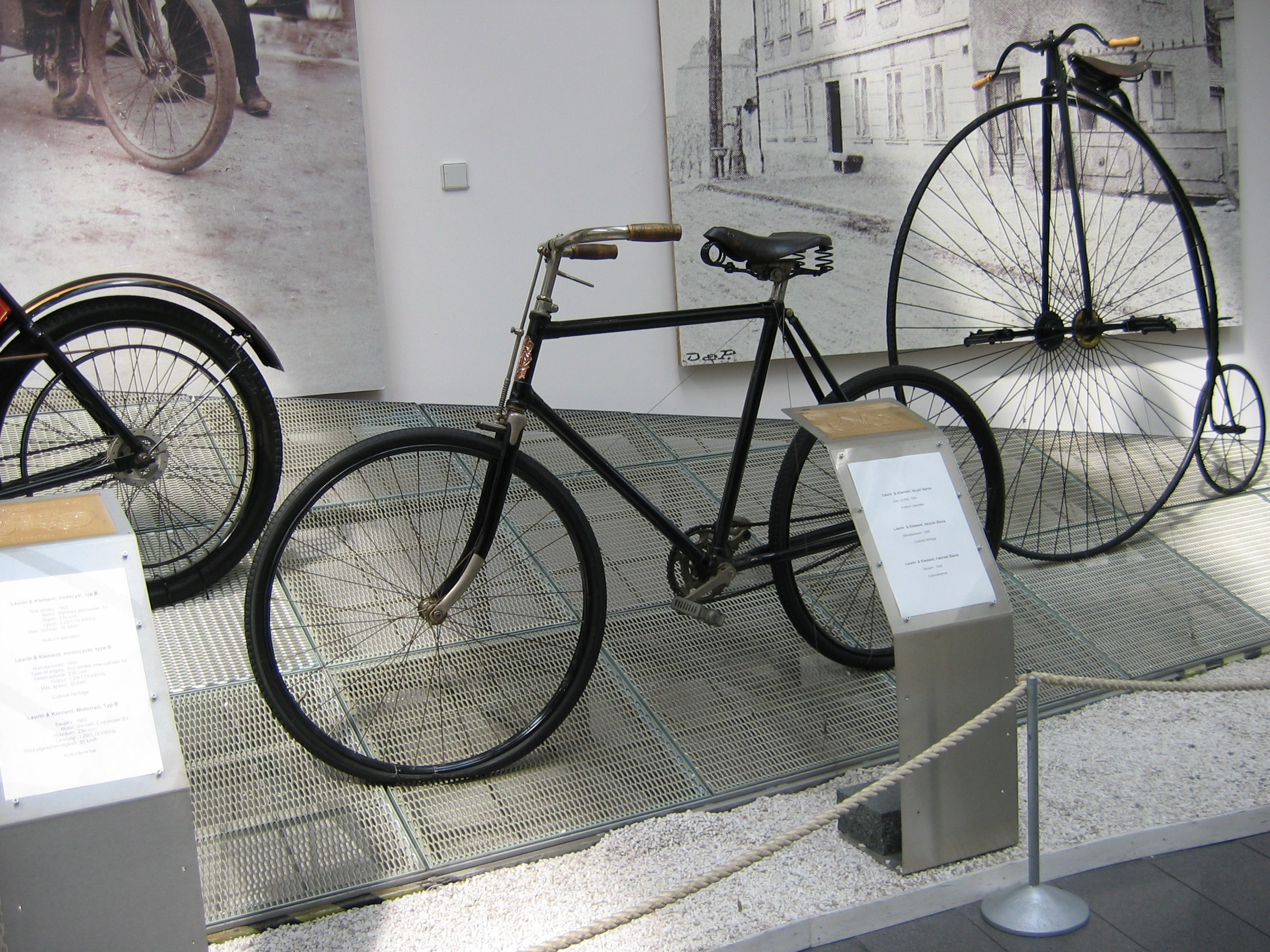
Fahrräder Laurin & Klement
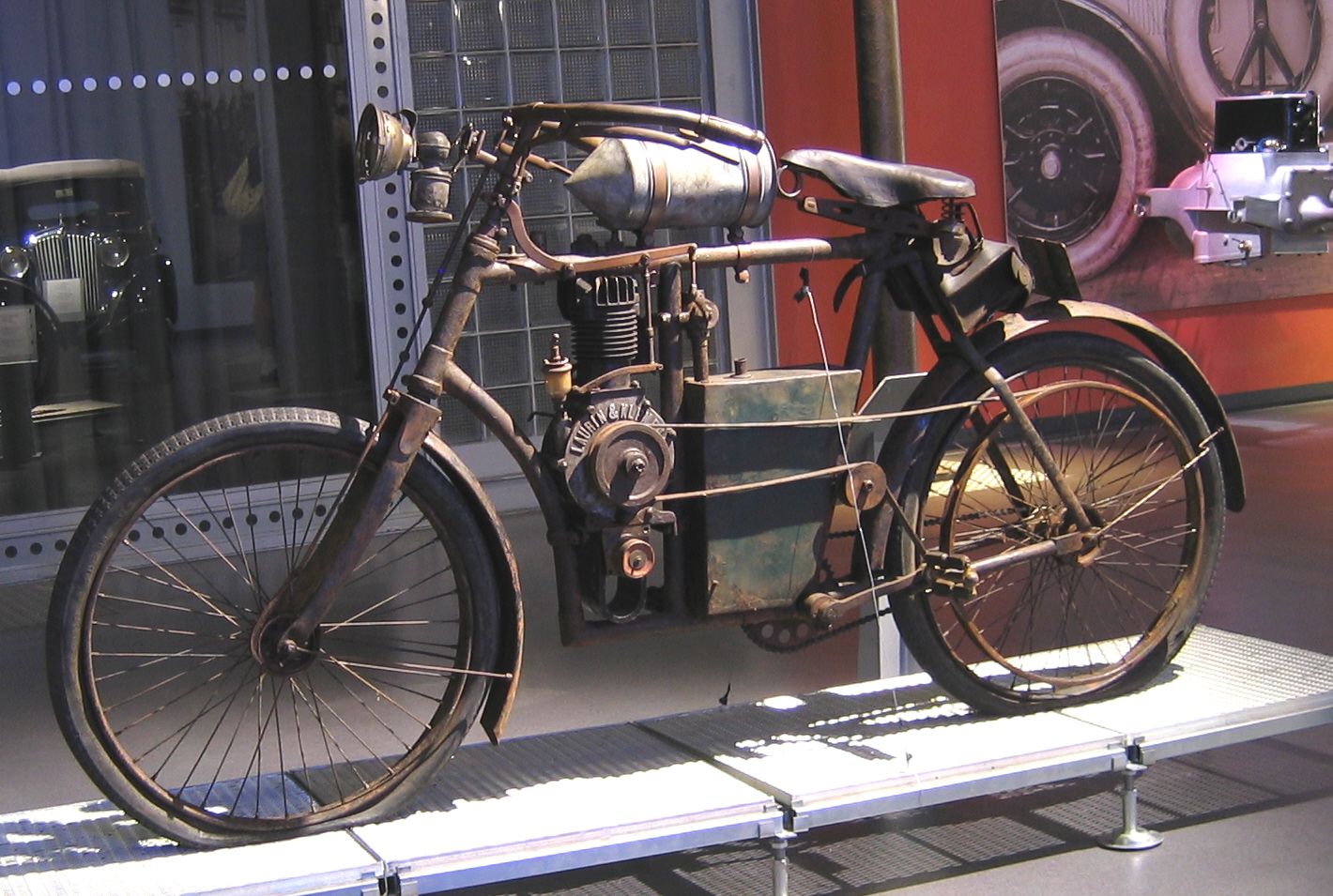
Motorrad Laurin & Klement
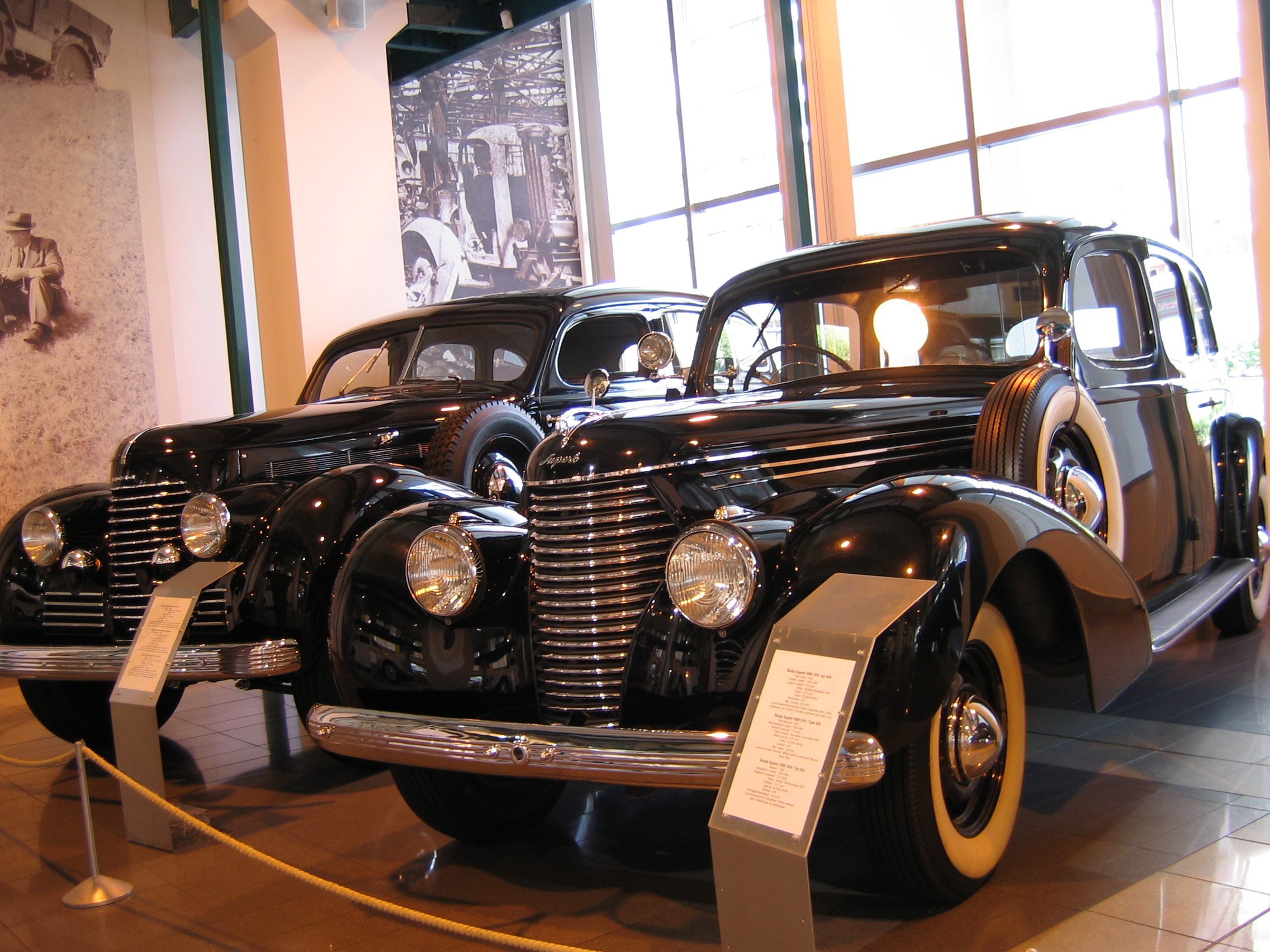
Škoda Superb (1934)
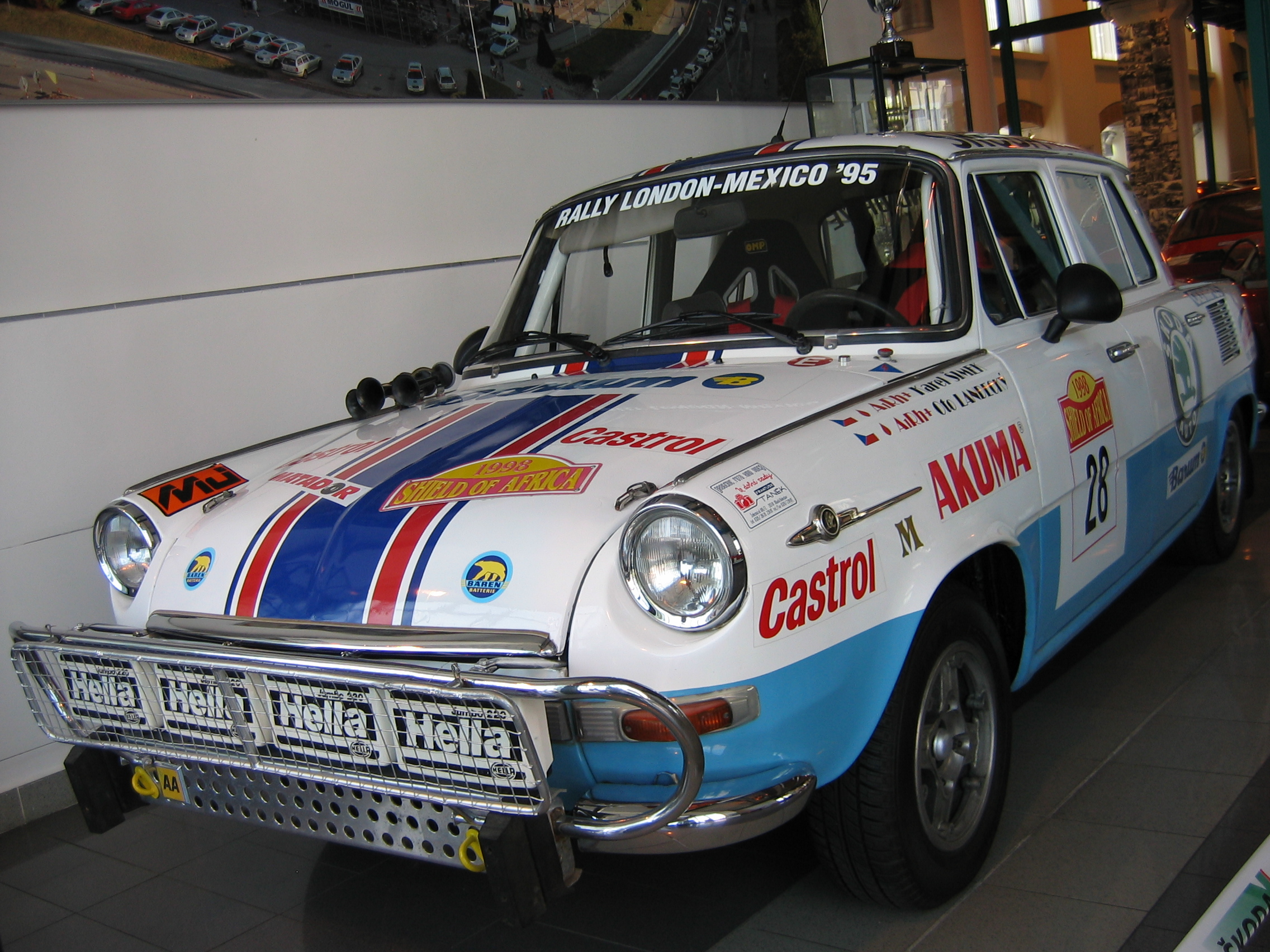
Škoda 1000 MB cross-country
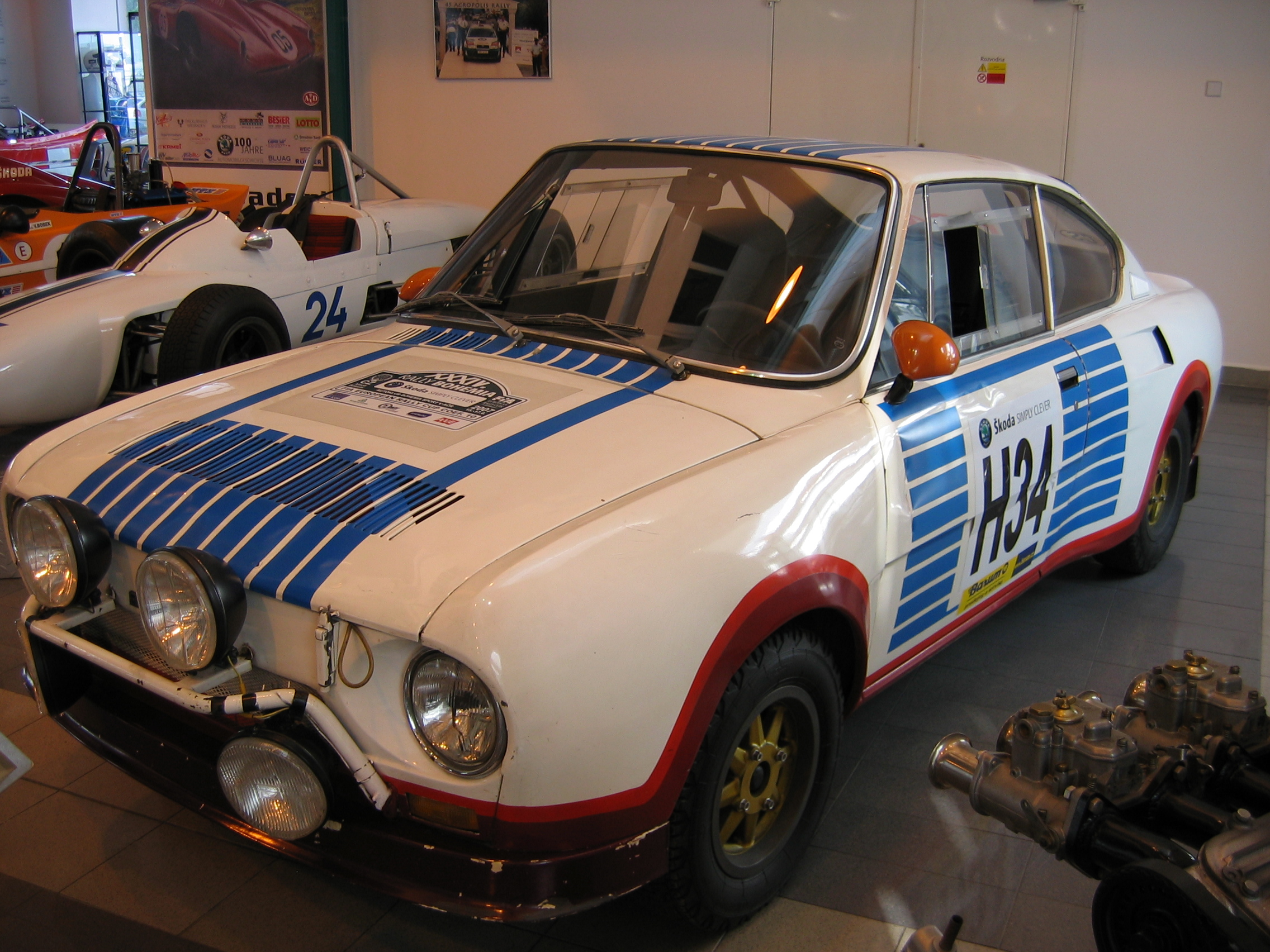
Škoda 110 R
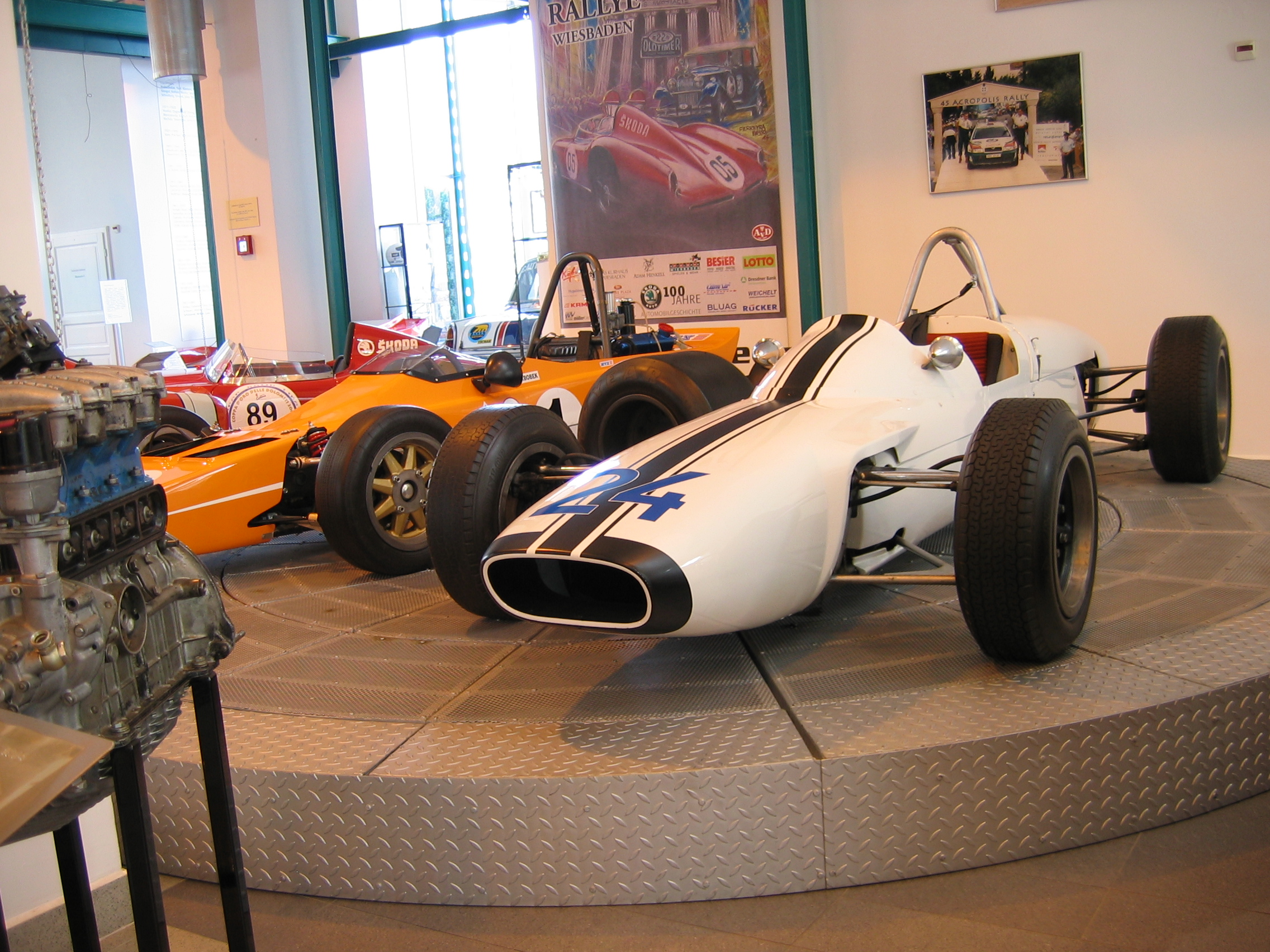
Škoda F3
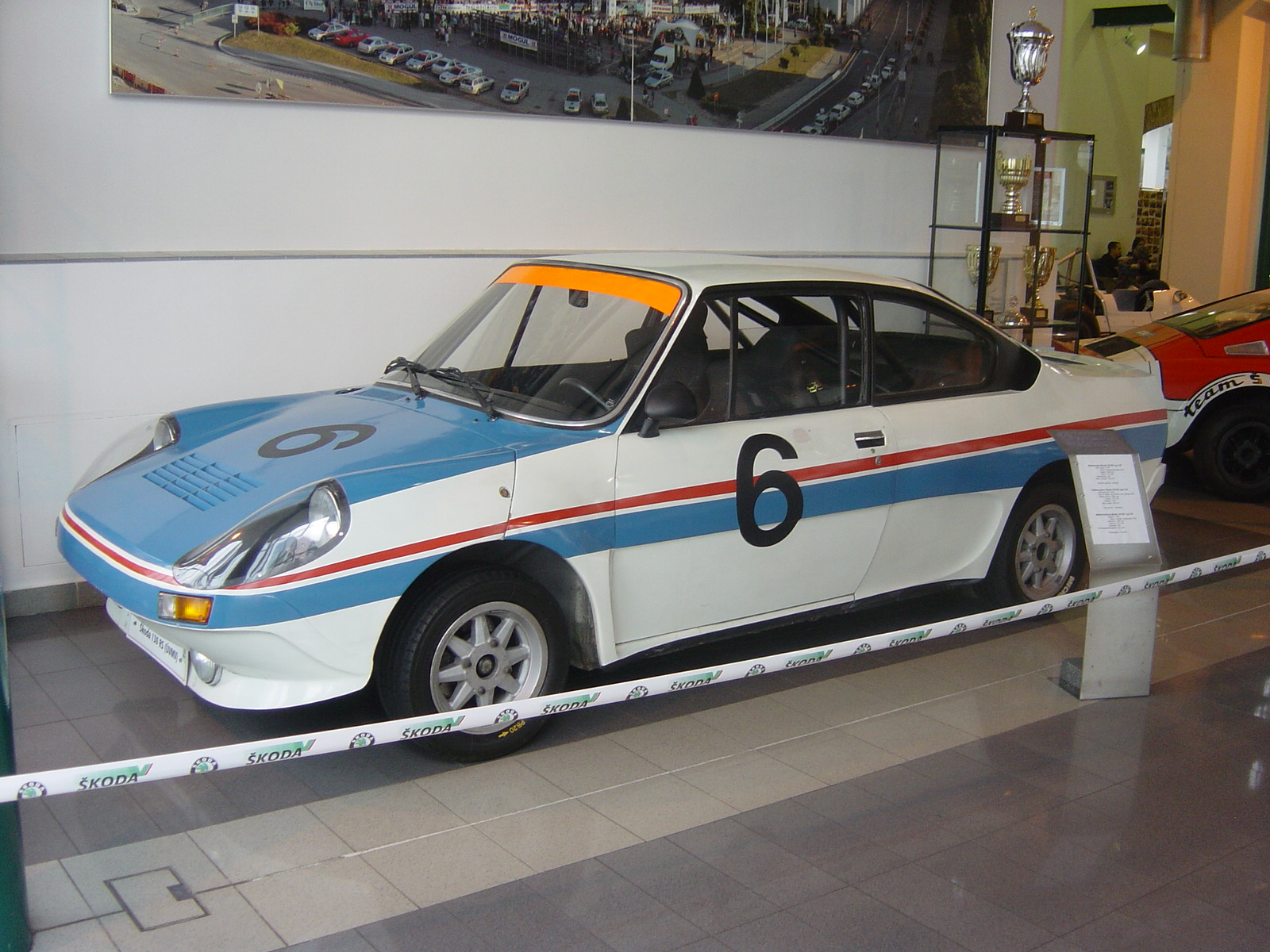
Škoda 130 RS
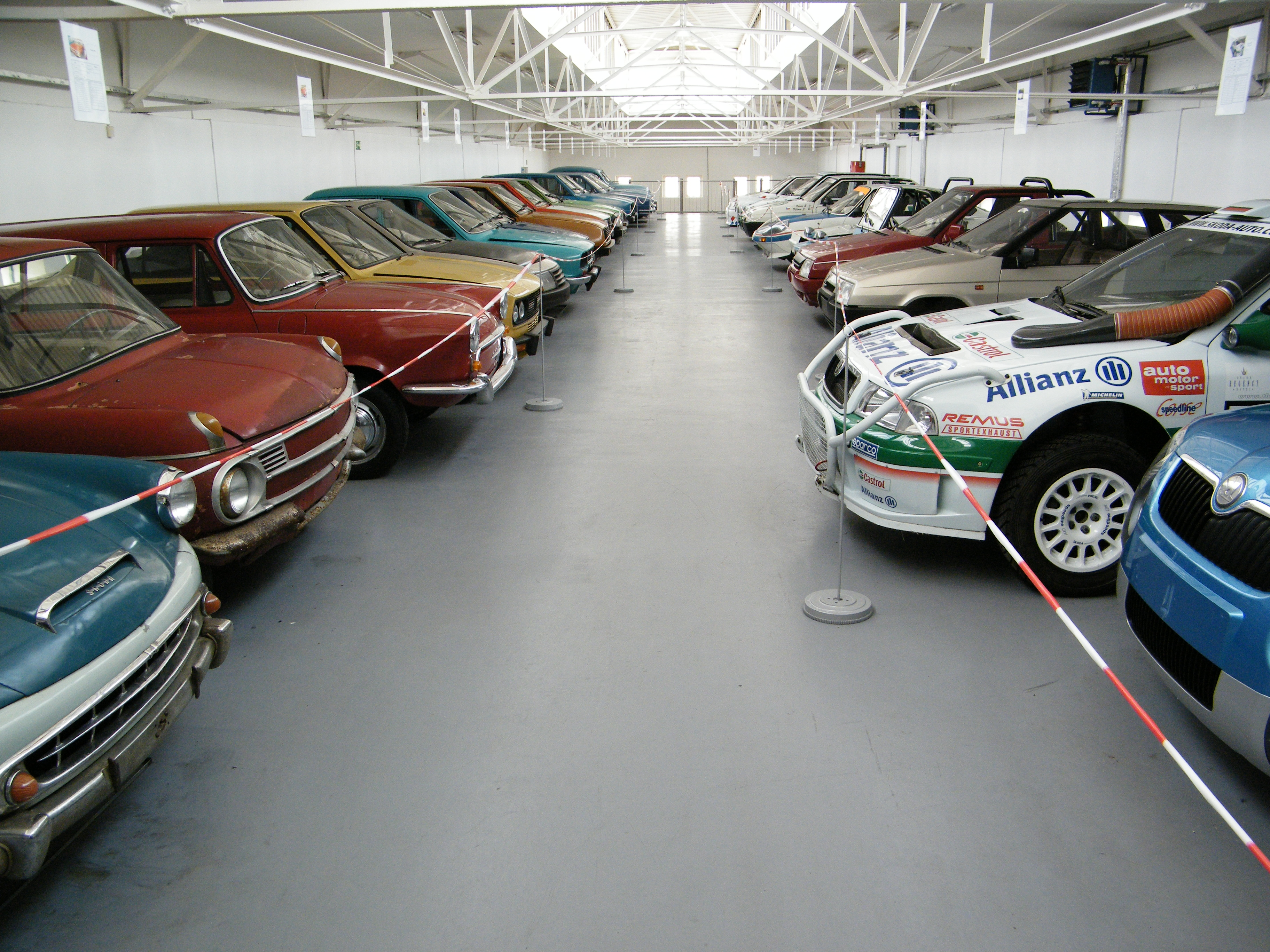
Prototypenhalle des Museums
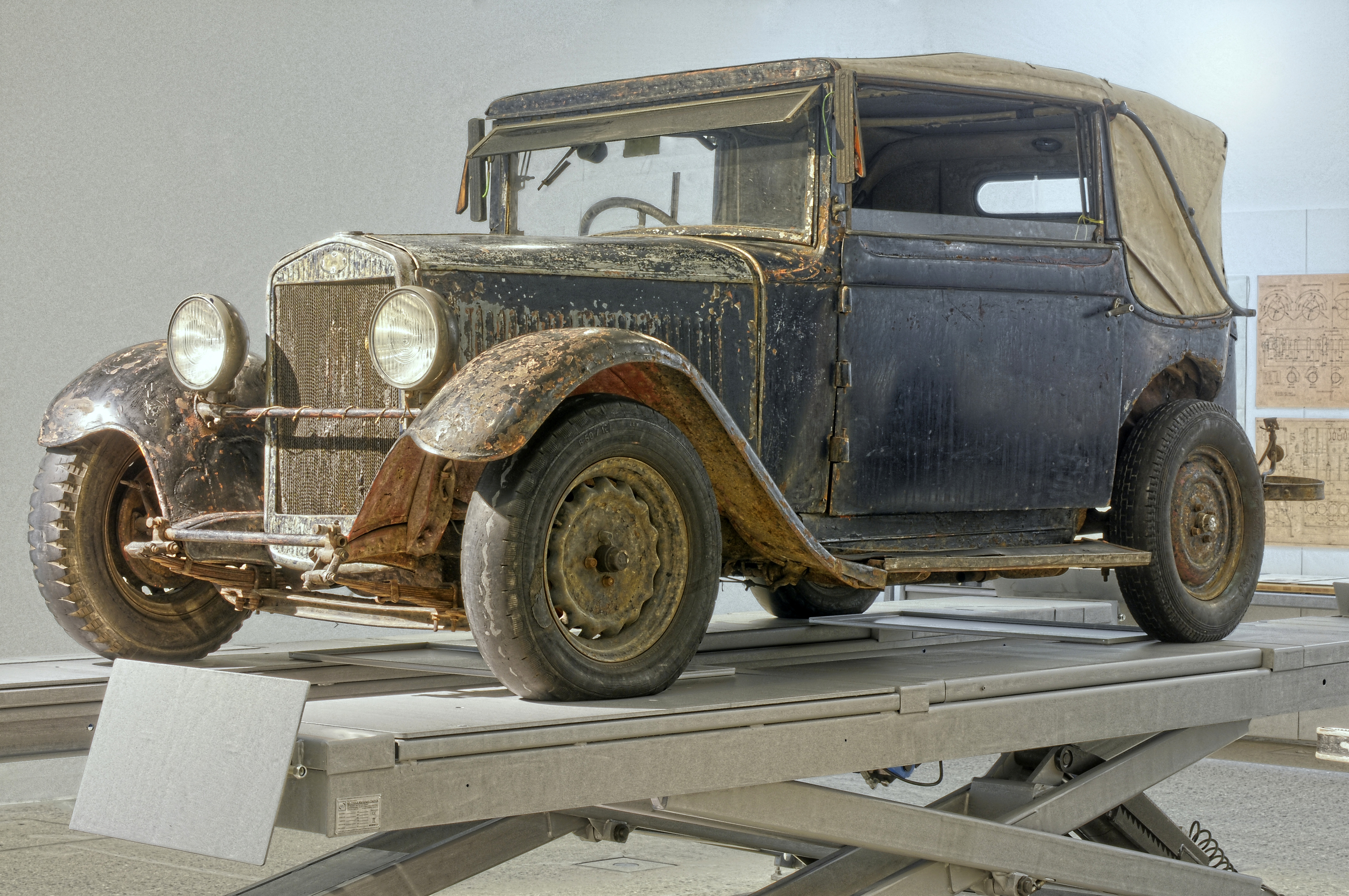
Škoda 422, ausgestellt als „Scheunenfund“
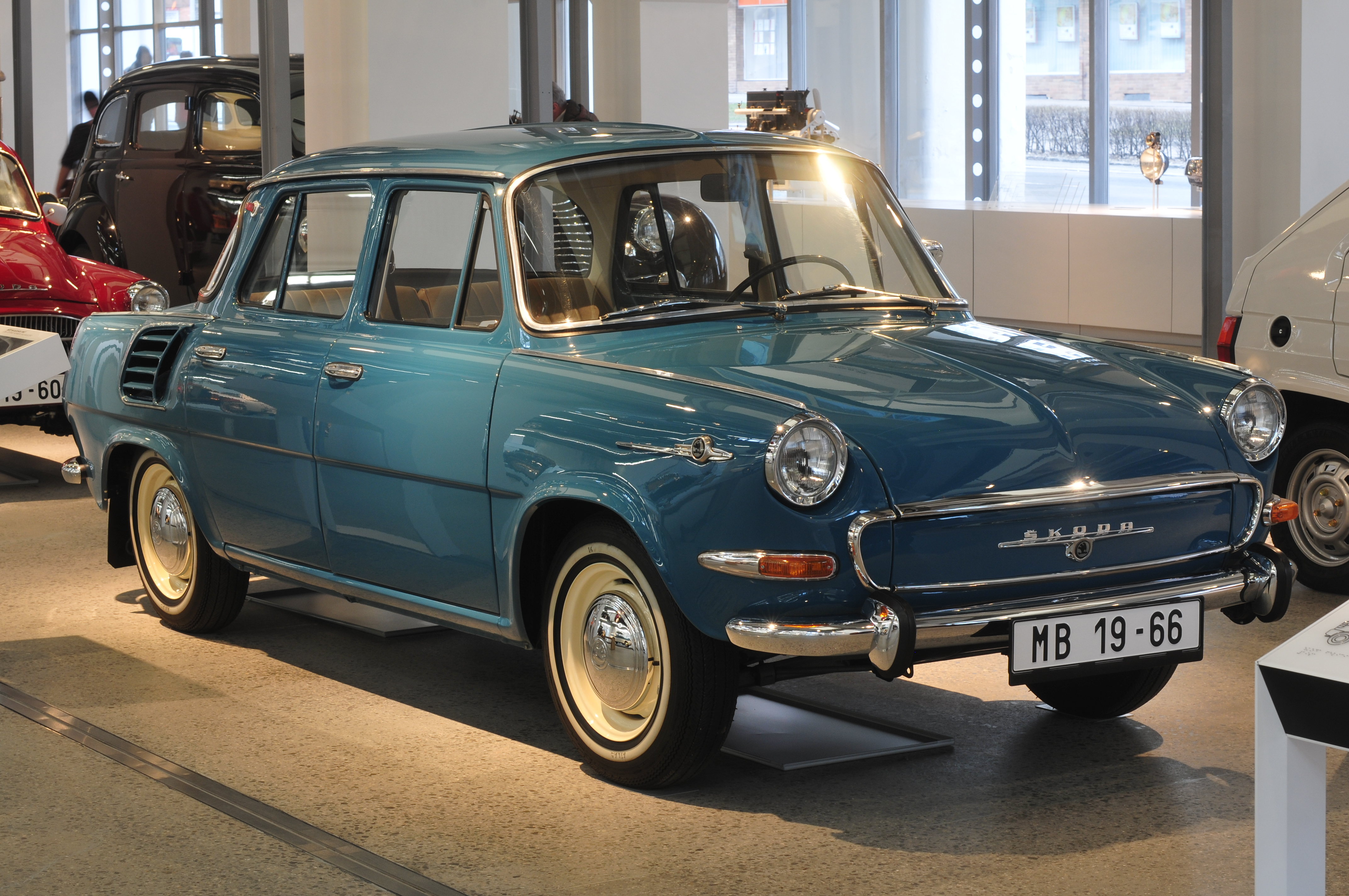
Škoda 1000 MB
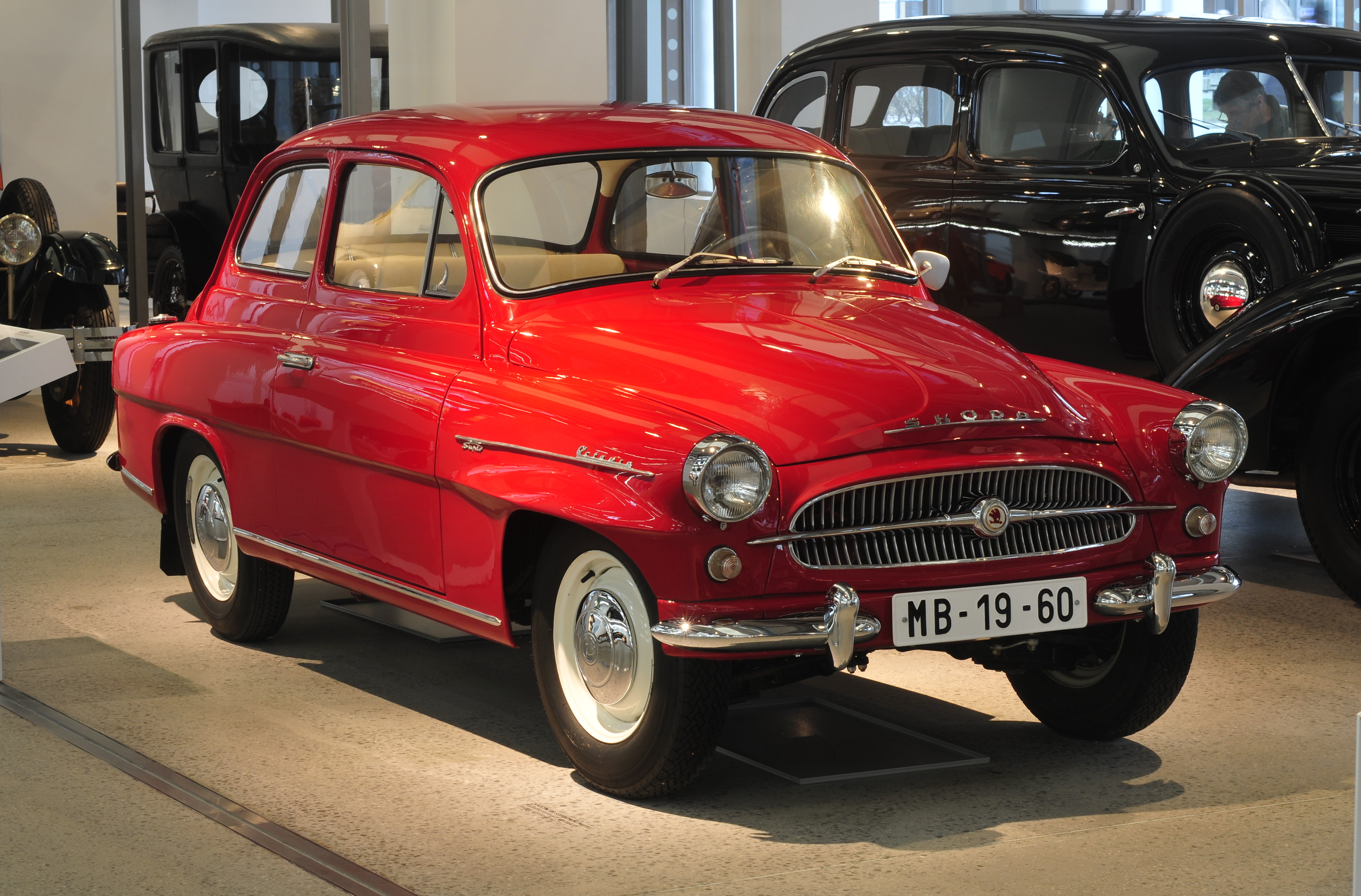
Škoda Octavia
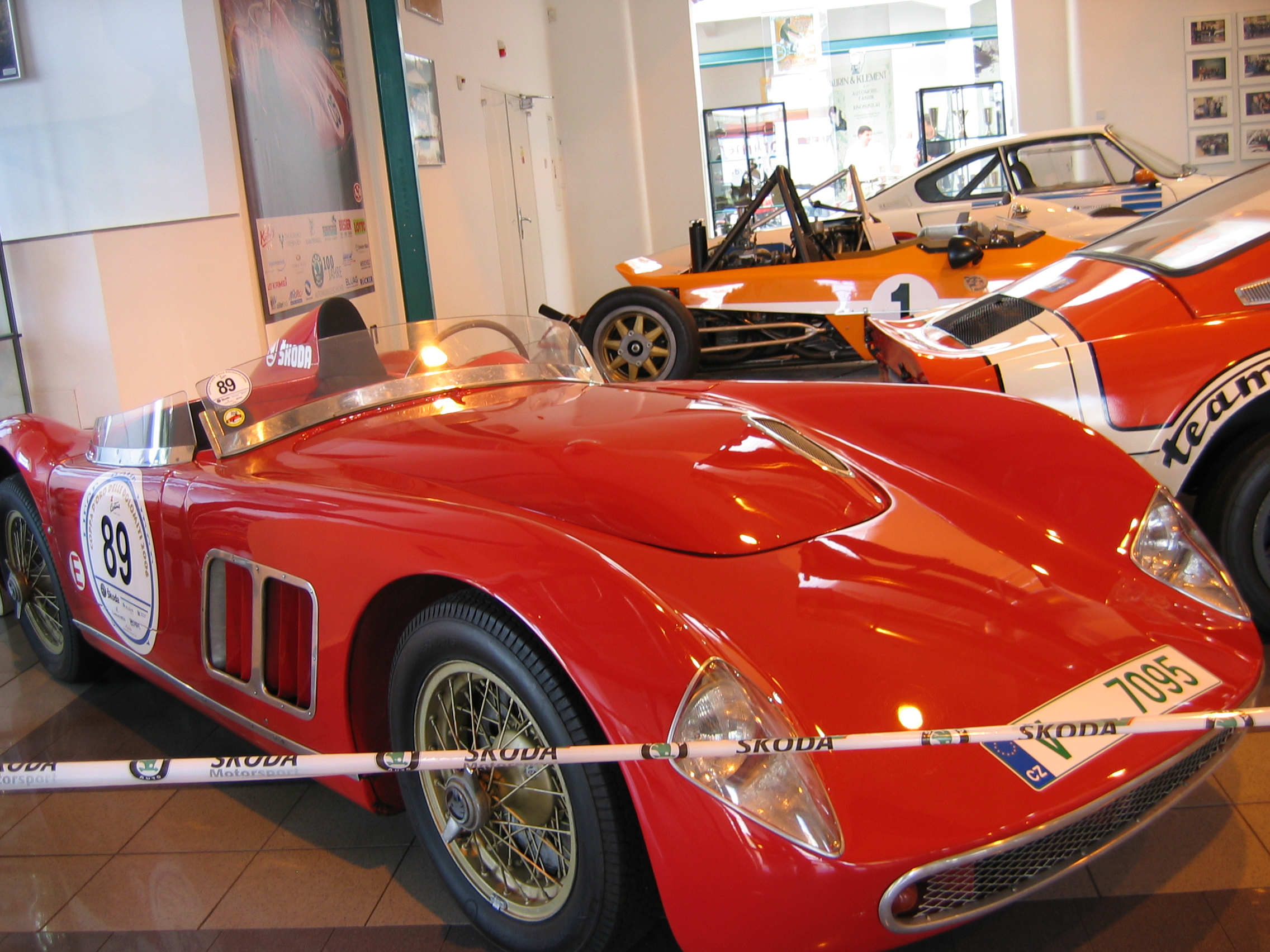
Škoda 1100 OHC

## Andere Museen
Ein weiteres, kleines Škoda-Museum existiert im dänischen Glamsbjerg. Im thüringischen Stiebritz existiert eine kleine private Sammlung mit Fahrzeugen von Škoda.